# Bretonse Mark

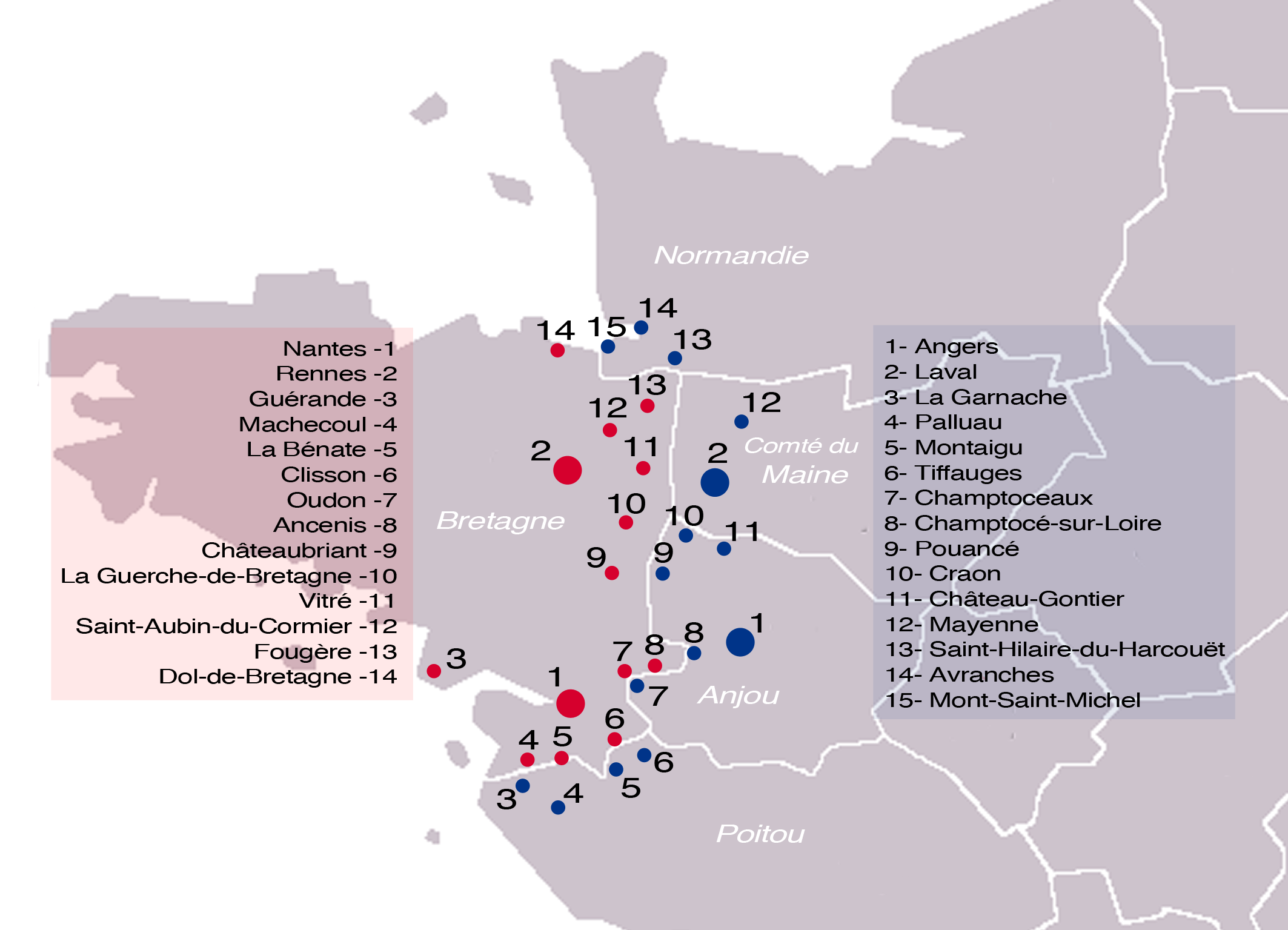
Vestingen en garnizoenssteden in de Bretonse Mark

De Bretonse Mark was een van de markgraafschappen die onder de Karolingen werden opgericht om de grenzen van het Frankische Rijk te beschermen– in dit geval tegen de Bretons. De Bretonse Mark omvatte ook Oost-Bretagne. Het lag ten noorden van de Loire, omvatte de steden Vannes en Rennes en reikte tot aan de poorten van Angers en Avranches.

## Eerste Mark 753–851
Pepijn III stichtte de Mark om de voortdurende invasies vanuit Bretagne tegen te gaan. De stad is vooral bekend vanwege Graaf Roland, de held uit het latere Chanson de Roland, die sneuvelde in de Slag bij Roncesvaux op 15 augustus 778. Al in 851 moest zijn opvolger Karel de Kale deze gebieden als verloren erkennen in het Verdrag van Angers na de verloren slag bij Jengland.
De overige markgraven komen uit de familie Widon:
- Roland, na 753 tot 778
- Audulf, rond 786
- Guido (Wido), † 802/814, graaf, 799 markgraaf van de Bretonse Mark, 802 missus regis in Touraine
- Lantbert (Lambert), † 834, graaf, markgraaf van de Bretonse Mark, 818/830 Graaf van Nantes en Angers, verdreven in 834, gaat met keizer Lotharius I naar Italië in 834
- Bernard van Poitiers, benoemd door Karel de Kale in 834, X 844/845
- Lambert, X 852, graaf ex territorio Nannetense ortus: veroverde het graafschap Nantes in 840/41, erkend door de koning in 845 als markgraaf van de Bretonse Mark, graaf van Nantes en Angers, verdreven in december 846, keerde terug in zijn ambt in 849; ⚭ rond 850/951 Rotrud, gedoopt 835/840 in Pavia, dochter van keizer Lotharius I ( Karolingen )

## Tweede Mark 861–987
In 861 stichtte Karel de Kale twee markgraafschappen onder de naam Markgraafschap Neustrië om het Frankische Rijk te beschermen tegen de invallen van de Noormannen en de Bretons. Daarbij werd de naam Neustrië nieuw leven ingeblazen. Het markgraafschap tegen de Bretons was slechts een gedeeltelijke wederoprichting van de Bretonse Mark, aangezien delen van het oorspronkelijke grondgebied van de Eerste Mark na de nederlaag in 851 in het Verdrag van Angers aan Erispoë waren toegewezen.
De markgraven van de Tweede Mark waren:
- 861–866: Robert de Sterke
- 866–886: Hugo de Abt
- 886–888: Odo van Parijs († 898), Frans Koning van 888
- 888–922: Robert, door zijn broer de nieuwe koning van Frankrijk, de titel demarchus toevertrouwd vanaf 911
- 911–922: Robert († 923), koning van Frankrijk vanaf 922
- 922–956: Hugo de Grote
- 960–987: Hugo Capet († 996), koning van Frankrijk vanaf 987